# Pintuyan
Pintuyan è una municipalità di quinta classe delle Filippine, situata nella provincia di Leyte Meridionale, nella regione di Visayas Orientale.
Pintuyan è formata da 23 barangay:
- Badiang
- Balongbalong
- Buenavista
- Bulawan
- Canlawis
- Catbawan
- Caubang
- Cogon
- Dan-an
- Lobo
- Mainit
- Manglit

- Nueva Estrella Norte
- Nueva Estrella Sur
- Poblacion Ibabao
- Poblacion Ubos
- Pociano D. Equipilag
- Ponod
- San Roque
- Santa Cruz
- Son-ok I
- Son-ok II
- Tautag